# Paroligia albimixta
Paroligia albimixta là một loài bướm đêm trong họ Noctuidae.